# Río Alp
El río Alp es un curso de agua del noreste de la península ibérica, afluente del Segre. Discurre por la provincia española de Lérida.

## Curso
Discurre por la provincia de Lérida. El río, que nace en el monte del municipio homónimo de Alp, fluye en dirección norte, dejando a ambos lados de su curso lugares como Torre de Riu, Escadarcs, Estoll y Soriguerola, hasta desembocar en el Segre. Aparece descrito en el segundo volumen del Diccionario geográfico-estadístico-histórico de España y sus posesiones de Ultramar de Pascual Madoz de la siguiente manera:

ALP: pequeño r. que nace en el monte del pueblo del mismo nombre en la prov. de Gerona, part. jud. de Rivas: corre en dirección de S. á N., fertiliza los térm. de Alp, Torre de Riu, Escardan, Astoll, Suriguera y Suriguerola, desembocando por este punto en el Segre y perdiendo su nombre; en estio es muy escaso de aguas, cria truchas y anguilas, no le cruza puente alguno, y para atravesarle bastan unos pequeños maderos.
(Madoz, 1845, p. 192)

Las aguas del río, perteneciente a la cuenca hidrográfica del Ebro, acaban vertidas en el mar Mediterráneo.